# سیاه جنگل پایین
سیاه جنگل پایین روستایی در دهستان تمین بخش لادیز شهرستان میرجاوه استان سیستان و بلوچستان ایران است.

## جمعیت
بر پایه سرشماری عمومی نفوس و مسکن در سال ۱۳۹۵ جمعیت این مکان ۲۵ نفر (۷خانوار) بوده‌است.